# Campionatul European de Handbal Feminin pentru Tineret din 2015 - Calificările
Această pagină descrie procesul de calificare pentru Campionatul European de Handbal Feminin pentru Tineret din 2015.

## Sistemul calificărilor
32 de echipe s-au înregistrat pentru a participa la turneul final al Campionatului European. Spania, ca țară organizatoare, Suedia și Rusia, medaliatele cu aur și argint la Campionatul European de Handbal Feminin pentru Junioare din 2013, au fost calificate direct, astfel că 29 de echipe naționale au luat parte la calificările pentru turneul final. Tragerea la sorți s-a desfășurat pe 19 septembrie 2014, ora locală 16:00, la congresul EHF desfășurat la Dublin, în Irlanda.
Echipele au fost distribuite în șase urne valorice conform coeficienților EHF și trase apoi la sorți în cinci grupe de calificare de câte patru echipe și alte trei grupe de câte trei echipe.

### Distribuție
| Urna 1                                                   | Urna a 2-a                   | Urna a 3-a                                          | Urna a 4-a                                                                   | Urna a 5-a                                        | Urna a 6-a                                    |
| -------------------------------------------------------- | ---------------------------- | --------------------------------------------------- | ---------------------------------------------------------------------------- | ------------------------------------------------- | --------------------------------------------- |
| Danemarca · Portugalia · Muntenegru · România · Norvegia | Croația · Ungaria · Germania | Franța · Țările de Jos · Cehia · Polonia · Slovacia | Serbia · Austria · Belarus · Grecia · Islanda · Lituania · Slovenia · Turcia | Bulgaria · Finlanda · Macedonia de Nord · Elveția | Insulele Feroe · Israel · Kosovo[a] · Ucraina |

## Grupele
În urma tragerii la sorți au rezultat următoarele opt grupe de calificare:
| Grupa 1                                                  | Grupa a 2-a                                  | Grupa a 3-a                             | Grupa a 4-a                             | Grupa a 5-a                           | Grupa a 6-a                   | Grupa a 7-a                  | Grupa a 8-a                 |
| -------------------------------------------------------- | -------------------------------------------- | --------------------------------------- | --------------------------------------- | ------------------------------------- | ----------------------------- | ---------------------------- | --------------------------- |
| Muntenegru · Țările de Jos · Islanda · Macedonia de Nord | Norvegia · Cehia · Lituania · Insulele Feroe | România · Slovacia · Serbia · Kosovo[a] | Danemarca · Polonia · Belarus · Ucraina | Portugalia · Franța · Grecia · Israel | Croația · Slovenia · Bulgaria | Germania · Austria · Elveția | Ungaria · Turcia · Finlanda |

|  | Echipele calificate la turneu |

### Grupa 1
Partidele grupei s-au desfășurat în sala SRȚ Kale din Skopje, Macedonia.
| Echipa            | M | V | E | Î | GM | GP | G   | Pct |
| ----------------- | - | - | - | - | -- | -- | --- | --- |
| Macedonia de Nord | 3 | 3 | 0 | 0 | 68 | 58 | +10 | 6   |
| Muntenegru        | 3 | 2 | 0 | 1 | 70 | 60 | +10 | 4   |
| Țările de Jos     | 3 | 1 | 0 | 2 | 69 | 80 | −11 | 2   |
| Islanda           | 3 | 0 | 0 | 3 | 63 | 72 | −9  | 0   |

| 17 aprilie 2015 16:00 | Muntenegru  | 30 - 25 | Țările de Jos | SRȚ Kale, Skopje Asistență: 200 Arbitri: Vrannes, Wenninger |
| 17 aprilie 2015 16:00 | Jauković 14 | (16-11) | Amega 5       | SRȚ Kale, Skopje Asistență: 200 Arbitri: Vrannes, Wenninger |
| 17 aprilie 2015 16:00 | 2× 4×       | Cronica | 2×            | SRȚ Kale, Skopje Asistență: 200 Arbitri: Vrannes, Wenninger |

| 17 aprilie 2015 18:30 | Islanda         | 22 - 24 | Macedonia de Nord | SRȚ Kale, Skopje Asistență: 500 Arbitri: Doihinov, Gorețov |
| 17 aprilie 2015 18:30 | Júlíusdóttir 11 | (10-8)  | Ristovska 9       | SRȚ Kale, Skopje Asistență: 500 Arbitri: Doihinov, Gorețov |
| 17 aprilie 2015 18:30 | 3×              | Cronica | 1× 3×             | SRȚ Kale, Skopje Asistență: 500 Arbitri: Doihinov, Gorețov |

| 18 aprilie 2015 16:00 | Muntenegru | 23 - 17 | Islanda         | SRȚ Kale, Skopje Asistență: 200 Arbitri: Vrannes, Wenninger |
| 18 aprilie 2015 16:00 | Jauković 8 | (13-10) | Guðjónsdóttir 5 | SRȚ Kale, Skopje Asistență: 200 Arbitri: Vrannes, Wenninger |
| 18 aprilie 2015 16:00 | 5× 2× 1×   | Cronica | 5× 2×           | SRȚ Kale, Skopje Asistență: 200 Arbitri: Vrannes, Wenninger |

| 18 aprilie 2015 18:30 | Țările de Jos | 19 - 26 | Macedonia de Nord | SRȚ Kale, Skopje Asistență: 600 Arbitri: Doihinov, Gorețov |
| 18 aprilie 2015 18:30 | Nieuwenweg 3  | (8-12)  | Keramicieva 10    | SRȚ Kale, Skopje Asistență: 600 Arbitri: Doihinov, Gorețov |
| 18 aprilie 2015 18:30 | 4× 3×         | Cronica | 3×                | SRȚ Kale, Skopje Asistență: 600 Arbitri: Doihinov, Gorețov |

| 19 aprilie 2015 16:00 | Țările de Jos | 25 - 24 | Islanda        | SRȚ Kale, Skopje Asistență: 50 Arbitri: Doihinov, Gorețov |
| 19 aprilie 2015 16:00 | Amega 4       | (13-14) | Júlíusdóttir 9 | SRȚ Kale, Skopje Asistență: 50 Arbitri: Doihinov, Gorețov |
| 19 aprilie 2015 16:00 | 7× 3×         | Cronica | 2×             | SRȚ Kale, Skopje Asistență: 50 Arbitri: Doihinov, Gorețov |

| 19 aprilie 2015 18:30 | Macedonia de Nord | 18 - 17 | Muntenegru | SRȚ Kale, Skopje Asistență: 600 Arbitri: Vrannes, Wenninger |
| 19 aprilie 2015 18:30 | Ristovska 6       | (9-8)   | Jauković 7 | SRȚ Kale, Skopje Asistență: 600 Arbitri: Vrannes, Wenninger |
| 19 aprilie 2015 18:30 | 6× 3× 1×          | Cronica | 6× 2×      | SRȚ Kale, Skopje Asistență: 600 Arbitri: Vrannes, Wenninger |

### Grupa a 2-a
Partidele grupei s-au desfășurat în sala Garliavos sporto centras din Garliava, Lituania.
| Echipa         | M | V | E | Î | GM  | GP  | G   | Pct |
| -------------- | - | - | - | - | --- | --- | --- | --- |
| Norvegia       | 3 | 3 | 0 | 0 | 104 | 54  | +50 | 6   |
| Lituania       | 3 | 1 | 1 | 1 | 83  | 80  | +3  | 3   |
| Cehia          | 3 | 1 | 1 | 1 | 74  | 77  | −3  | 3   |
| Insulele Feroe | 3 | 0 | 0 | 3 | 54  | 104 | −50 | 0   |

| 17 aprilie 2015 17:00 | Norvegia          | 29 - 18 | Cehia       | Garliavos sporto centras, Garliava Asistență: 250 Arbitri: Dahl Hermann, Madsen |
| 17 aprilie 2015 17:00 | Nagelhus Hernes 7 | (16-10) | Kordovská 5 | Garliavos sporto centras, Garliava Asistență: 250 Arbitri: Dahl Hermann, Madsen |
| 17 aprilie 2015 17:00 | 4× 3×             | Cronica | 3×          | Garliavos sporto centras, Garliava Asistență: 250 Arbitri: Dahl Hermann, Madsen |

| 17 aprilie 2015 19:00 | Lituania    | 33 - 20 | Insulele Feroe         | Garliavos sporto centras, Garliava Asistență: 350 Arbitri: Lillepea, Kull |
| 17 aprilie 2015 19:00 | Verbovik 11 | (14-10) | Geirsdóttir Eystberg 5 | Garliavos sporto centras, Garliava Asistență: 350 Arbitri: Lillepea, Kull |
| 17 aprilie 2015 19:00 | 5× 3×       | Cronica | 6× 3×                  | Garliavos sporto centras, Garliava Asistență: 350 Arbitri: Lillepea, Kull |

| 18 aprilie 2015 14:00 | Cehia       | 26 - 18 | Insulele Feroe  | Garliavos sporto centras, Garliava Asistență: 150 Arbitri: Lillepea, Kull |
| 18 aprilie 2015 14:00 | Kordovská 5 | (12-5)  | Holm Jacobsen 6 | Garliavos sporto centras, Garliava Asistență: 150 Arbitri: Lillepea, Kull |
| 18 aprilie 2015 14:00 | 3×          | Cronica | 2× 3×           | Garliavos sporto centras, Garliava Asistență: 150 Arbitri: Lillepea, Kull |

| 18 aprilie 2015 16:00 | Norvegia                  | 30 - 20 | Lituania   | Garliavos sporto centras, Garliava Asistență: 300 Arbitri: Dahl Hermann, Madsen |
| 18 aprilie 2015 16:00 | Bergset, Gigstad Fauske 7 | (15-8)  | Verbovik 6 | Garliavos sporto centras, Garliava Asistență: 300 Arbitri: Dahl Hermann, Madsen |
| 18 aprilie 2015 16:00 | 5× 3×                     | Cronica | 6× 3×      | Garliavos sporto centras, Garliava Asistență: 300 Arbitri: Dahl Hermann, Madsen |

| 19 aprilie 2015 13:00 | Insulele Feroe         | 16 - 45 | Norvegia          | Garliavos sporto centras, Garliava Asistență: 150 Arbitri: Dahl Hermann, Madsen |
| 19 aprilie 2015 13:00 | Geirsdóttir Eystberg 7 | (9-24)  | Nagelhus Hernes 9 | Garliavos sporto centras, Garliava Asistență: 150 Arbitri: Dahl Hermann, Madsen |
| 19 aprilie 2015 13:00 | 1× 3×                  | Cronica | 3×                | Garliavos sporto centras, Garliava Asistență: 150 Arbitri: Dahl Hermann, Madsen |

| 19 aprilie 2015 15:00 | Cehia        | 30 - 30 | Lituania   | Garliavos sporto centras, Garliava Asistență: 450 Arbitri: Lillepea, Kull |
| 19 aprilie 2015 15:00 | Jeřábková 10 | (15-13) | Verbovik 9 | Garliavos sporto centras, Garliava Asistență: 450 Arbitri: Lillepea, Kull |
| 19 aprilie 2015 15:00 | 7× 3×        | Cronica | 7× 2× 1×   | Garliavos sporto centras, Garliava Asistență: 450 Arbitri: Lillepea, Kull |

### Grupa a 3-a
Partidele grupei s-au desfășurat în Sala Sporturilor din Roman, România.
| Echipa    | M | V | E | Î | GM | GP  | G   | Pct |
| --------- | - | - | - | - | -- | --- | --- | --- |
| România   | 3 | 3 | 0 | 0 | 98 | 51  | +47 | 6   |
| Serbia    | 3 | 2 | 0 | 1 | 85 | 51  | +34 | 4   |
| Slovacia  | 3 | 1 | 0 | 2 | 67 | 68  | −1  | 2   |
| Kosovo[a] | 3 | 0 | 0 | 3 | 38 | 118 | −80 | 0   |

| 17 aprilie 2015 17:00 | Serbia     | 40 - 12 | Kosovo   | Sala Sporturilor, Roman Asistență: 250 Arbitri: Martins, Martins |
| 17 aprilie 2015 17:00 | Petrović 8 | (19-6)  | Kameri 6 | Sala Sporturilor, Roman Asistență: 250 Arbitri: Martins, Martins |
| 17 aprilie 2015 17:00 | 2× 3×      | Cronica | 9× 1×    | Sala Sporturilor, Roman Asistență: 250 Arbitri: Martins, Martins |

| 17 aprilie 2015 19:00 | România    | 27 - 21 | Slovacia      | Sala Sporturilor, Roman Asistență: 400 Arbitri: Mertinian, Syrepisios |
| 17 aprilie 2015 19:00 | Bazaliu 10 | (11-8)  | Gajdošíková 4 | Sala Sporturilor, Roman Asistență: 400 Arbitri: Mertinian, Syrepisios |
| 17 aprilie 2015 19:00 | 6× 3×      | Cronica | 3×            | Sala Sporturilor, Roman Asistență: 400 Arbitri: Mertinian, Syrepisios |

| 18 aprilie 2015 17:00 | România   | 25 - 17 | Serbia       | Sala Sporturilor, Roman Asistență: 500 Arbitri: Martins, Martins |
| 18 aprilie 2015 17:00 | Bazaliu 9 | (12-8)  | Vukajlović 9 | Sala Sporturilor, Roman Asistență: 500 Arbitri: Martins, Martins |
| 18 aprilie 2015 17:00 | 3× 2×     | Cronica | 4× 2×        | Sala Sporturilor, Roman Asistență: 500 Arbitri: Martins, Martins |

| 18 aprilie 2015 19:00 | Slovacia      | 32 - 13 | Kosovo   | Sala Sporturilor, Roman Asistență: 100 Arbitri: Mertinian, Syrepisios |
| 18 aprilie 2015 19:00 | Gajdošíková 5 | (17-5)  | Kameri 5 | Sala Sporturilor, Roman Asistență: 100 Arbitri: Mertinian, Syrepisios |
| 18 aprilie 2015 19:00 | 3×            | Cronica | 7× 3× 2× | Sala Sporturilor, Roman Asistență: 100 Arbitri: Mertinian, Syrepisios |

| 19 aprilie 2015 17:00 | Kosovo     | 13 - 46 | România    | Sala Sporturilor, Roman Asistență: 450 Arbitri: Mertinian, Syrepisios |
| 19 aprilie 2015 17:00 | Ramabaja 4 | (8-21)  | Carașol 11 | Sala Sporturilor, Roman Asistență: 450 Arbitri: Mertinian, Syrepisios |
| 19 aprilie 2015 17:00 | 9× 3×      | Cronica | 5× 3×      | Sala Sporturilor, Roman Asistență: 450 Arbitri: Mertinian, Syrepisios |

| 19 aprilie 2015 19:00 | Slovacia                 | 14 - 28 | Serbia        | Sala Sporturilor, Roman Asistență: 300 Arbitri: Martins, Martins |
| 19 aprilie 2015 19:00 | Gajdošíková, Šutranová 4 | (6-11)  | Vukajlović 10 | Sala Sporturilor, Roman Asistență: 300 Arbitri: Martins, Martins |
| 19 aprilie 2015 19:00 | 4× 2× 1×                 | Cronica | 6× 2×         | Sala Sporturilor, Roman Asistență: 300 Arbitri: Martins, Martins |

### Grupa a 4-a
Partidele grupei s-au desfășurat în Țentr Olimpiiskogo Rezerva din Jlobin, Belarus.
| Echipa    | M | V | E | Î | GM  | GP | G   | Pct |
| --------- | - | - | - | - | --- | -- | --- | --- |
| Danemarca | 3 | 3 | 0 | 0 | 111 | 67 | +44 | 6   |
| Belarus   | 3 | 2 | 0 | 1 | 81  | 85 | −4  | 4   |
| Ucraina   | 3 | 1 | 0 | 2 | 84  | 98 | −14 | 2   |
| Polonia   | 3 | 0 | 0 | 3 | 69  | 95 | −26 | 0   |

| 17 aprilie 2015 17:00 | Danemarca          | 32 - 17 | Polonia | Țentr Olimpiiskogo Rezerva, Jlobin Asistență: 1.300 Arbitri: Ignacio, Sánchez |
| 17 aprilie 2015 17:00 | Bøgelund, Flader 5 | (14-10) | Górna 5 | Țentr Olimpiiskogo Rezerva, Jlobin Asistență: 1.300 Arbitri: Ignacio, Sánchez |
| 17 aprilie 2015 17:00 | 4× 3×              | Cronica | 4× 3×   | Țentr Olimpiiskogo Rezerva, Jlobin Asistență: 1.300 Arbitri: Ignacio, Sánchez |

| 17 aprilie 2015 19:15 | Belarus | 27 - 25 | Ucraina  | Țentr Olimpiiskogo Rezerva, Jlobin Asistență: 1.500 Arbitri: Mitrevski, Todorovski |
| 17 aprilie 2015 19:15 | Ilina 9 | (11-15) | Savhin 9 | Țentr Olimpiiskogo Rezerva, Jlobin Asistență: 1.500 Arbitri: Mitrevski, Todorovski |
| 17 aprilie 2015 19:15 | 3×      | Cronica | 2× 3×    | Țentr Olimpiiskogo Rezerva, Jlobin Asistență: 1.500 Arbitri: Mitrevski, Todorovski |

| 18 aprilie 2015 14:30 | Polonia  | 27 - 31 | Ucraina  | Țentr Olimpiiskogo Rezerva, Jlobin Asistență: 1.200 Arbitri: Ignacio, Sánchez |
| 18 aprilie 2015 14:30 | Rosiak 8 | (14-14) | Rudko 15 | Țentr Olimpiiskogo Rezerva, Jlobin Asistență: 1.200 Arbitri: Ignacio, Sánchez |
| 18 aprilie 2015 14:30 | 3×       | Cronica | 4× 2× 1× | Țentr Olimpiiskogo Rezerva, Jlobin Asistență: 1.200 Arbitri: Ignacio, Sánchez |

| 18 aprilie 2015 16:30 | Danemarca  | 35 - 22 | Belarus   | Țentr Olimpiiskogo Rezerva, Jlobin Asistență: 1.400 Arbitri: Mitrevski, Todorovski |
| 18 aprilie 2015 16:30 | Bøgelund 6 | (14-12) | Bardian 5 | Țentr Olimpiiskogo Rezerva, Jlobin Asistență: 1.400 Arbitri: Mitrevski, Todorovski |
| 18 aprilie 2015 16:30 | 3×         | Cronica | 4× 2×     | Țentr Olimpiiskogo Rezerva, Jlobin Asistență: 1.400 Arbitri: Mitrevski, Todorovski |

| 19 aprilie 2015 13:00 | Ucraina  | 28 - 44 | Danemarca     | Țentr Olimpiiskogo Rezerva, Jlobin Asistență: 1.200 Arbitri: Ignacio, Sánchez |
| 19 aprilie 2015 13:00 | Rudko 10 | (13-23) | Trier Hald 11 | Țentr Olimpiiskogo Rezerva, Jlobin Asistență: 1.200 Arbitri: Ignacio, Sánchez |
| 19 aprilie 2015 13:00 | 2×       | Cronica | 3×            | Țentr Olimpiiskogo Rezerva, Jlobin Asistență: 1.200 Arbitri: Ignacio, Sánchez |

| 19 aprilie 2015 15:00 | Polonia  | 25 - 32 | Belarus   | Țentr Olimpiiskogo Rezerva, Jlobin Asistență: 1.500 Arbitri: Mitrevski, Todorovski |
| 19 aprilie 2015 15:00 | Rosiak 5 | (12-13) | Kanaval 9 | Țentr Olimpiiskogo Rezerva, Jlobin Asistență: 1.500 Arbitri: Mitrevski, Todorovski |
| 19 aprilie 2015 15:00 | 2×       | Cronica | 5× 2×     | Țentr Olimpiiskogo Rezerva, Jlobin Asistență: 1.500 Arbitri: Mitrevski, Todorovski |

### Grupa a 5-a
Partidele grupei s-au desfășurat în Sala Nikos Samaras din Myrina Limnou, Grecia.
| Echipa     | M | V | E | Î | GM | GP  | G   | Pct |
| ---------- | - | - | - | - | -- | --- | --- | --- |
| Portugalia | 3 | 2 | 1 | 0 | 91 | 58  | +33 | 5   |
| Franța     | 3 | 2 | 1 | 0 | 87 | 56  | +31 | 5   |
| Grecia     | 3 | 1 | 0 | 2 | 71 | 67  | +4  | 2   |
| Israel     | 3 | 0 | 0 | 3 | 47 | 115 | −68 | 0   |

| 17 aprilie 2015 17:00 | Grecia    | 32 - 16 | Israel  | Sala Nikos Samaras, Myrina Limnou Asistență: 700 Arbitri: Aghakishi, Aghakishi |
| 17 aprilie 2015 17:00 | Zygoura 7 | (15-8)  | Cohen 4 | Sala Nikos Samaras, Myrina Limnou Asistență: 700 Arbitri: Aghakishi, Aghakishi |
| 17 aprilie 2015 17:00 | 2× 3×     | Cronica | 4× 3×   | Sala Nikos Samaras, Myrina Limnou Asistență: 700 Arbitri: Aghakishi, Aghakishi |

| 17 aprilie 2015 22:00 | Portugalia | 22 - 22 | Franța  | Sala Nikos Samaras, Myrina Limnou Asistență: 600 Arbitri: Hatipoğlu, Şimşek |
| 17 aprilie 2015 22:00 | Neves 7    | (9-10)  | Sajka 6 | Sala Nikos Samaras, Myrina Limnou Asistență: 600 Arbitri: Hatipoğlu, Şimşek |
| 17 aprilie 2015 22:00 | 4× 3×      | Cronica | 3×      | Sala Nikos Samaras, Myrina Limnou Asistență: 600 Arbitri: Hatipoğlu, Şimşek |

| 18 aprilie 2015 17:30 | Portugalia | 23 - 19 | Grecia      | Sala Nikos Samaras, Myrina Limnou Asistență: 700 Arbitri: Aghakishi, Aghakishi |
| 18 aprilie 2015 17:30 | Tavares 6  | (10-7)  | Andritsou 7 | Sala Nikos Samaras, Myrina Limnou Asistență: 700 Arbitri: Aghakishi, Aghakishi |
| 18 aprilie 2015 17:30 | 8× 3×      | Cronica | 4× 3×       | Sala Nikos Samaras, Myrina Limnou Asistență: 700 Arbitri: Aghakishi, Aghakishi |

| 18 aprilie 2015 20:30 | Franța             | 37 - 14 | Israel  | Sala Nikos Samaras, Myrina Limnou Asistență: 400 Arbitri: Hatipoğlu, Şimşek |
| 18 aprilie 2015 20:30 | Lorillard, Sajka 5 | (17-4)  | Cohen 5 | Sala Nikos Samaras, Myrina Limnou Asistență: 400 Arbitri: Hatipoğlu, Şimşek |
| 18 aprilie 2015 20:30 | 2× 3×              | Cronica | 2× 3×   | Sala Nikos Samaras, Myrina Limnou Asistență: 400 Arbitri: Hatipoğlu, Şimşek |

| 19 aprilie 2015 14:30 | Israel  | 17 - 46 | Portugalia | Sala Nikos Samaras, Myrina Limnou Asistență: 150 Arbitri: Hatipoğlu, Şimşek |
| 19 aprilie 2015 14:30 | Jacob 5 | (6-20)  | Gouveia 12 | Sala Nikos Samaras, Myrina Limnou Asistență: 150 Arbitri: Hatipoğlu, Şimşek |
| 19 aprilie 2015 14:30 | 4× 3×   | Cronica | 2× 3×      | Sala Nikos Samaras, Myrina Limnou Asistență: 150 Arbitri: Hatipoğlu, Şimşek |

| 19 aprilie 2015 18:00 | Franța         | 28 - 20 | Grecia    | Sala Nikos Samaras, Myrina Limnou Asistență: 800 Arbitri: Aghakishi, Aghakishi |
| 19 aprilie 2015 18:00 | Nianh, Sajka 7 | (14-9)  | Zygoura 9 | Sala Nikos Samaras, Myrina Limnou Asistență: 800 Arbitri: Aghakishi, Aghakishi |
| 19 aprilie 2015 18:00 | 1× 3×          | Cronica | 3×        | Sala Nikos Samaras, Myrina Limnou Asistență: 800 Arbitri: Aghakishi, Aghakishi |

### Grupa a 6-a
Partidele grupei s-au desfășurat în Sala Orloveț din Gabrovo, Bulgaria.
| Echipa   | M | V | E | Î | GM | GP | G  | Pct |
| -------- | - | - | - | - | -- | -- | -- | --- |
| Croația  | 2 | 2 | 0 | 0 | 47 | 40 | +7 | 4   |
| Slovenia | 2 | 1 | 0 | 1 | 45 | 44 | +1 | 2   |
| Bulgaria | 2 | 0 | 0 | 2 | 45 | 53 | −8 | 0   |

| 17 aprilie 2015 18:00 | Slovenia | 26 - 24 | Bulgaria    | Sala Orloveț, Gabrovo Asistență: 850 Arbitri: Sekulić, Jovandić |
| 17 aprilie 2015 18:00 | Stanko 7 | (9-12)  | Omoregie 11 | Sala Orloveț, Gabrovo Asistență: 850 Arbitri: Sekulić, Jovandić |
| 17 aprilie 2015 18:00 | 4× 3×    | Cronica | 2× 3×       | Sala Orloveț, Gabrovo Asistență: 850 Arbitri: Sekulić, Jovandić |

| 18 aprilie 2015 18:00 | Croația | 20 - 19 | Slovenia | Sala Orloveț, Gabrovo Asistență: 500 Arbitri: Sekulić, Jovandić |
| 18 aprilie 2015 18:00 | Mamić 7 | (11-9)  | Stanko 6 | Sala Orloveț, Gabrovo Asistență: 500 Arbitri: Sekulić, Jovandić |
| 18 aprilie 2015 18:00 | 6× 3×   | Cronica | 6× 3× 1× | Sala Orloveț, Gabrovo Asistență: 500 Arbitri: Sekulić, Jovandić |

| 17 aprilie 2015 12:00 | Bulgaria     | 21 - 27 | Croația  | Sala Orloveț, Gabrovo Asistență: 1.000 Arbitri: Sekulić, Jovandić |
| 17 aprilie 2015 12:00 | Sarandeva 10 | (10-13) | Mamić 9  | Sala Orloveț, Gabrovo Asistență: 1.000 Arbitri: Sekulić, Jovandić |
| 17 aprilie 2015 12:00 | 6× 3× 2×     | Cronica | 9× 3× 1× | Sala Orloveț, Gabrovo Asistență: 1.000 Arbitri: Sekulić, Jovandić |

### Grupa a 7-a
Partidele grupei s-au desfășurat în sala Sporthalle Königswiesen din Regensburg, Germania.
| Echipa   | M | V | E | Î | GM | GP | G   | Pct |
| -------- | - | - | - | - | -- | -- | --- | --- |
| Germania | 2 | 2 | 0 | 0 | 74 | 37 | +37 | 4   |
| Austria  | 2 | 1 | 0 | 1 | 42 | 61 | −19 | 2   |
| Elveția  | 2 | 0 | 0 | 2 | 45 | 63 | −18 | 0   |

| 17 aprilie 2015 19:30 | Elveția   | 21 - 37 | Germania         | Sporthalle Königswiesen, Regensburg Asistență: 550 Arbitri: Gasmi, Gasmi |
| 17 aprilie 2015 19:30 | Özçelik 8 | (8-10)  | Bölk, Ingenpaß 6 | Sporthalle Königswiesen, Regensburg Asistență: 550 Arbitri: Gasmi, Gasmi |
| 17 aprilie 2015 19:30 | 3×        | Cronica | 5× 3×            | Sporthalle Königswiesen, Regensburg Asistență: 550 Arbitri: Gasmi, Gasmi |

| 18 aprilie 2015 16:00 | Austria  | 26 - 24 | Elveția | Sporthalle Königswiesen, Regensburg Asistență: 300 Arbitri: Gasmi, Gasmi |
| 18 aprilie 2015 16:00 | Kovacs 9 | (13-12) | Kägi 9  | Sporthalle Königswiesen, Regensburg Asistență: 300 Arbitri: Gasmi, Gasmi |
| 18 aprilie 2015 16:00 | 4× 3×    | Cronica | 2× 3×   | Sporthalle Königswiesen, Regensburg Asistență: 300 Arbitri: Gasmi, Gasmi |

| 19 aprilie 2015 14:30 | Germania | 37 - 16 | Austria    | Sporthalle Königswiesen, Regensburg Asistență: 700 Arbitri: Gasmi, Gasmi |
| 19 aprilie 2015 14:30 | Rode 6   | (18-7)  | Ivancsok 6 | Sporthalle Königswiesen, Regensburg Asistență: 700 Arbitri: Gasmi, Gasmi |
| 19 aprilie 2015 14:30 | 5× 3×    | Cronica | 4× 3×      | Sporthalle Königswiesen, Regensburg Asistență: 700 Arbitri: Gasmi, Gasmi |

### Grupa a 8-a
Partidele grupei s-au desfășurat în sala Pirkkola din Helsinki, Finlanda.
| Echipa   | M | V | E | Î | GM | GP | G   | Pct |
| -------- | - | - | - | - | -- | -- | --- | --- |
| Ungaria  | 2 | 2 | 0 | 0 | 77 | 46 | +31 | 4   |
| Turcia   | 2 | 1 | 0 | 1 | 52 | 53 | −1  | 2   |
| Finlanda | 2 | 0 | 0 | 2 | 48 | 78 | −30 | 0   |

| 17 aprilie 2015 18:00 | Turcia   | 34 - 20 | Finlanda  | Pirkkola, Helsinki Asistență: 450 Arbitri: Iliescu, Manea |
| 17 aprilie 2015 18:00 | Aydın 10 | (15-9)  | Valkamo 5 | Pirkkola, Helsinki Asistență: 450 Arbitri: Iliescu, Manea |
| 17 aprilie 2015 18:00 | 6× 2×    | Cronica | 3×        | Pirkkola, Helsinki Asistență: 450 Arbitri: Iliescu, Manea |

| 17 aprilie 2015 18:00 | Ungaria    | 33 - 18 | Turcia     | Pirkkola, Helsinki Asistență: 280 Arbitri: Iliescu, Manea |
| 17 aprilie 2015 18:00 | Faluvégi 8 | (15-7)  | Çalışkan 6 | Pirkkola, Helsinki Asistență: 280 Arbitri: Iliescu, Manea |
| 17 aprilie 2015 18:00 | 5× 3×      | Cronica | 2×         | Pirkkola, Helsinki Asistență: 280 Arbitri: Iliescu, Manea |

| 19 aprilie 2015 12:30 | Finlanda   | 28 - 44 | Ungaria | Pirkkola, Helsinki Asistență: 410 Arbitri: Iliescu, Manea |
| 19 aprilie 2015 12:30 | Rehnberg 6 | (10-24) | Élő 9   | Pirkkola, Helsinki Asistență: 410 Arbitri: Iliescu, Manea |
| 19 aprilie 2015 12:30 | 2× 3×      | Cronica | 1× 3×   | Pirkkola, Helsinki Asistență: 410 Arbitri: Iliescu, Manea |